# Zdymadlo Štvanice
Zdymadlo Štvanice je vodní stupeň na Vltavě u ostrova Štvanice, v zákrutu Vltavy severně od centra Prahy, pod vrchem Letná, na říčním kilometru 50,69. Sestává z Helmovského jezu na levém rameni Vltavy a soustavy plavebních komor v levé části pravého ramene; v pravé části pravého ramene se nachází bezejmenný pohyblivý jez a pod ním byl vybudován sportovní kanál Štvanice pro vodní slalom (na karlínské straně). Jde o jedno z šesti pražských zdymadel, předchází mu zdymadlo Modřany (řkm 62,21) a zdymadlo Smíchov (řkm 53,80), následuje zdymadlo Podbaba-Troja (řkm 43,50). Současnou podobu zdymadlo získalo v letech 1907–1912, rekonstruováno bylo ve 40. letech a v 80. letech 20. století. Provozovatelem je státní podnik Povodí Vltavy.

## Historie

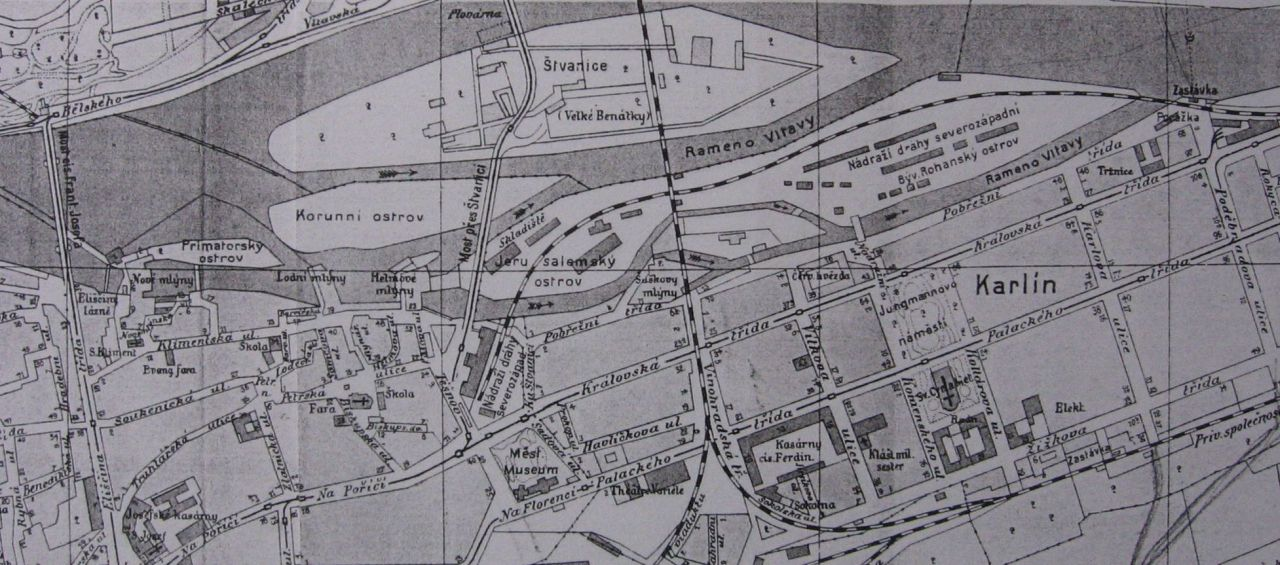
Vltava v okolí Štvanice kolem roku 1910

Před rekonstrukcí Helmovského jezu mu předcházel ještě Novomlýnský jez, který však byl při jedné z povodní protržen. Následně nebyl opraven, ale odstraněn, a namísto toho bylo rozhodnuto vybudovat nový Helmovský jez, s vyšším vzdutím.
Výstavba plavebních komor v letech 1907–1912 byla součástí rozsáhlých úprav v rámci splavňování Vltavy firmou Lanna. Současně byl budován Hlávkův most, v místech dnešního plavebního kanálu a okolí byla odstraněna soustava ostrovů (Primátorský, Korunní, Jeruzalémský) s mlýny (Nové mlýny, Lodní mlýny, Helmové mlýny) a stavebně upraven byl i tvar ostrova Štvanice. V roce 1929 pak byl zasypán i Rohanský kanál (na němž kromě zánovní elektrárny Těšnov byly Šaškovy mlýny) a zanikl tak i Rohanský ostrov.
Při rekonstrukci v letech 1984–1987 vznikl vpravo od plavebních komor sportovní kanál pro vodní slalom a byla obnovena vodní elektrárna Štvanice.

## Helmovský jez

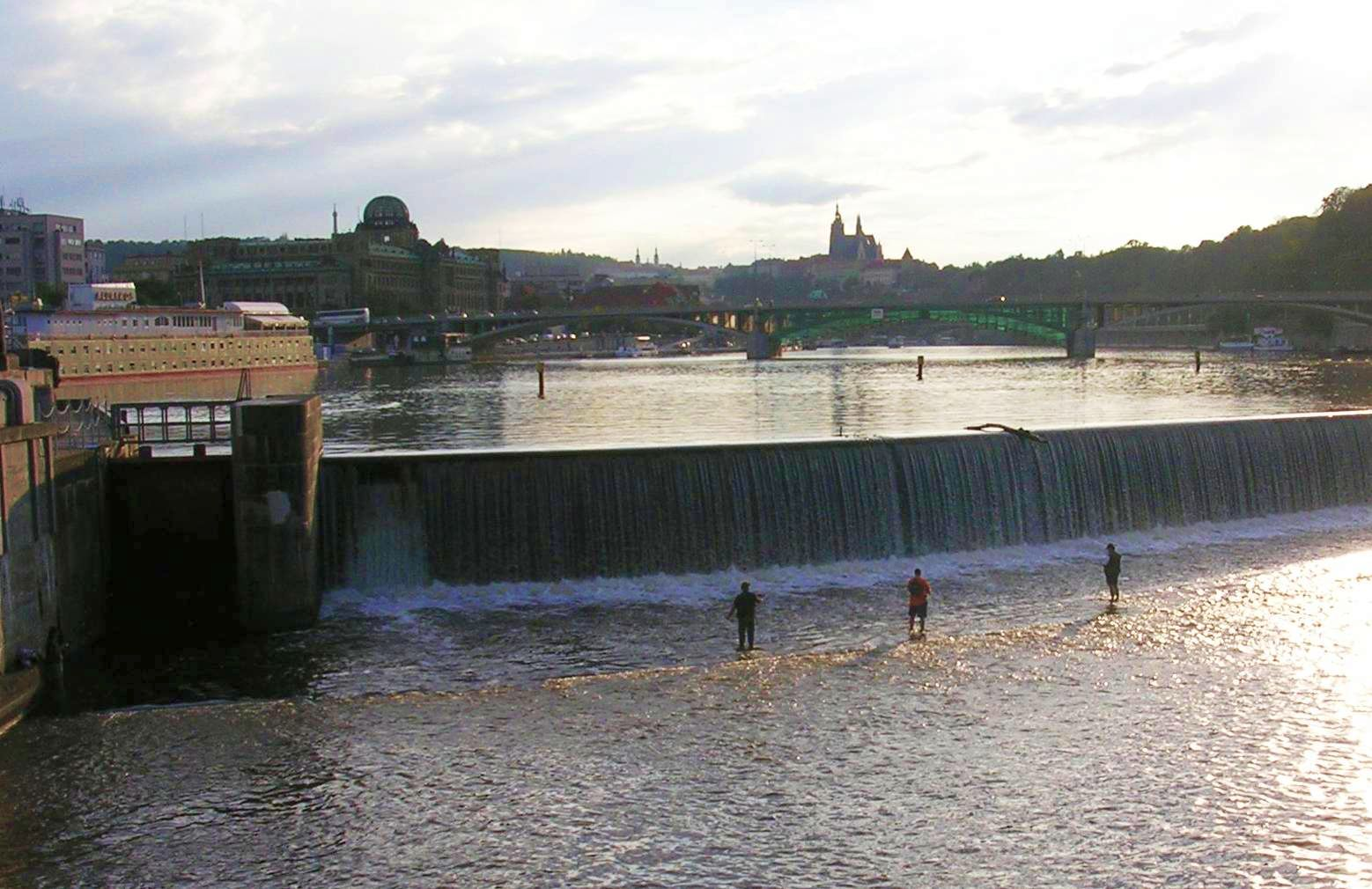
Helmovský jez, pohled od Štvanice

Helmovský jez vedl přes tři ramena Vltavy již od středověku. Měl délku 550 metrů. V blízkosti bývaly ještě Novomlýnský jez a Dolnoloděcký jez.

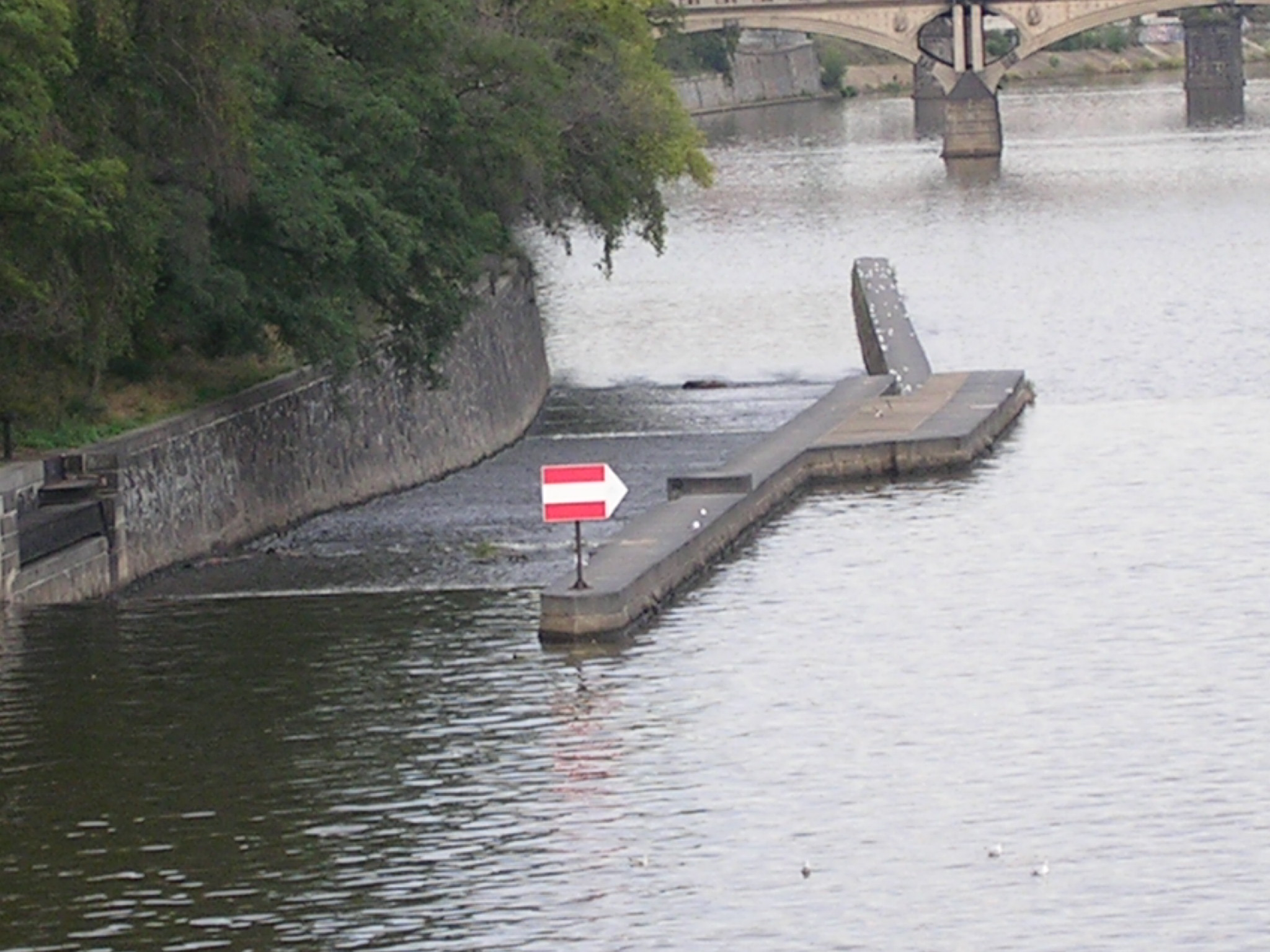
Vorová propust Helmovského jezu

Nynější Helmovský jez z roku 1912, dlouhý 288,5 metru, má spád 4,4 metry. Je z betonu obloženého kamennými kvádry. V levé části má vorovou propust o šířce 12 metrů, trvale uzavřenou (vyjma každoročního závodu Napříč Prahou – přes tři jezy). Zdrž jezu má plochu 44,25 ha a objem 1 674 781 m³. Název jezu je odvozen od jména majitele křížovnických mlýnů, které stály při pravém břehu od roku 1398.

## Plavební komory

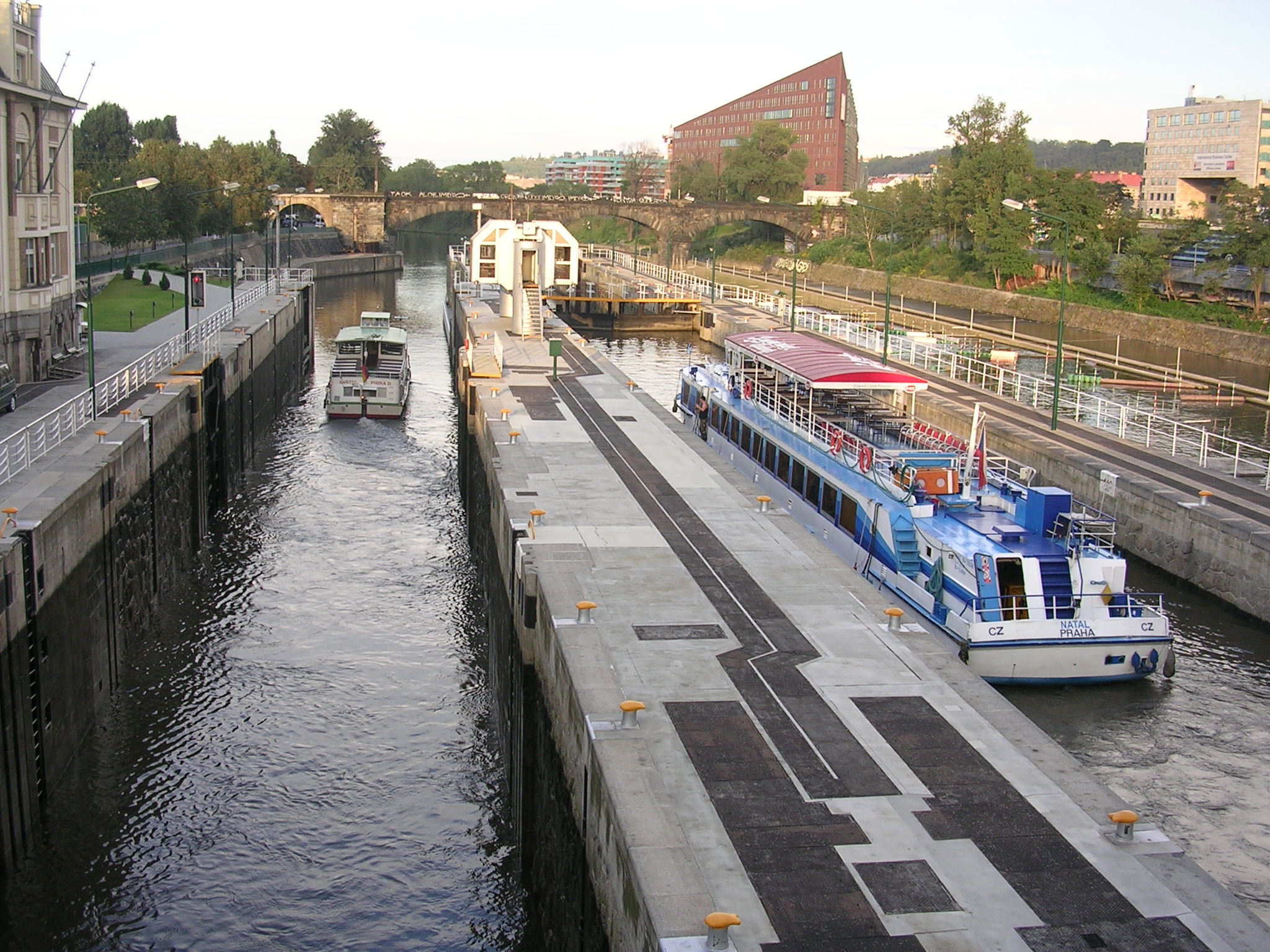
Plavební komory Štvanice

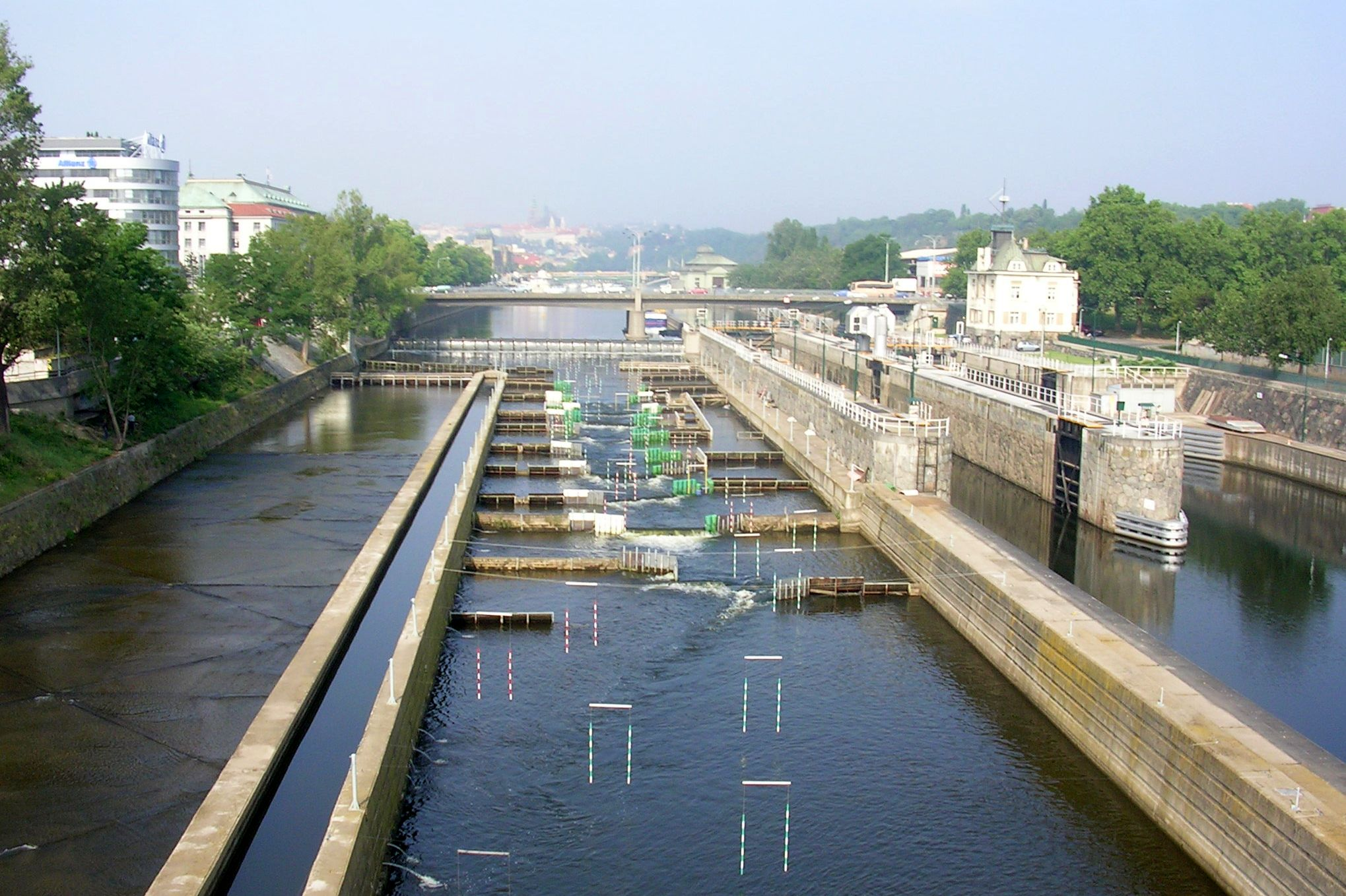
Sportovní kanál

Plavební komory Štvanice se nacházejí v levé části pravého pramene řeky, tedy při pravé straně ostrova Štvanice, za Hlávkovým mostem. Vedle sebe jsou dvě souběžné plavební komory, každá o šířce 11 metrů, přičemž velká je rozdělena na dvě části o délce 97 a 72 metrů a malá má délku 55 metrů. Horní plavební kanál má délku 123,6 metrů a šířku 30 metrů, dolní plavební kanál délku 329,15 metru a šířku 23 až 32 metrů.
Na plavební komoře je podle vyhlášky Státní plavební správy stejně jako na dalších vltavských plavebních komorách severně od Prahy celoroční provoz od 7 do 17 hodin. Požadavky na proplutí mezi 17 a 22 hodinami lze projednat tentýž den do 17 hodin, požadavky na proplutí mezi 22 a 24 hodinami je nutno projednat den předem.
Objem přepravného zboží od roku 1997 se silnými výkyvy celkové poklesl od 232 442 tun v roce 1997 k 38 280 tun v roce 2007, počet proplavených lodí se však zvýšil z 3529 v roce 2007 na 7209 v roce 2007, v roce 2005 se zde proplavilo dokonce 7740 lodí.
U plavebních komor stojí dům plavební správy.

## Elektrárny

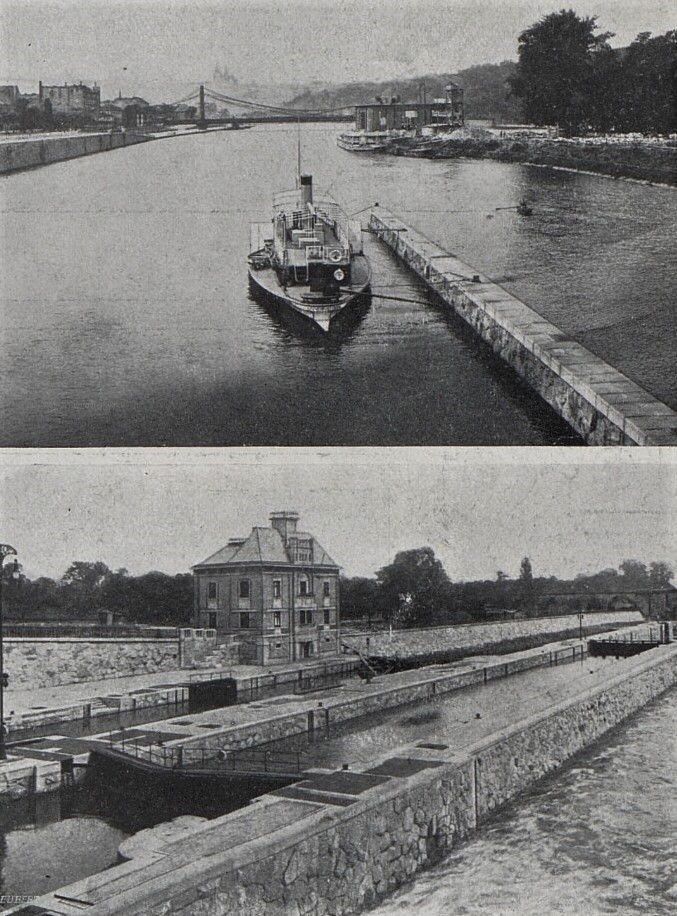
Zdymadlo Štvanice 1913 (snímek nahoře – rozestavěná elektrárna)

### Elektrárna Štvanice

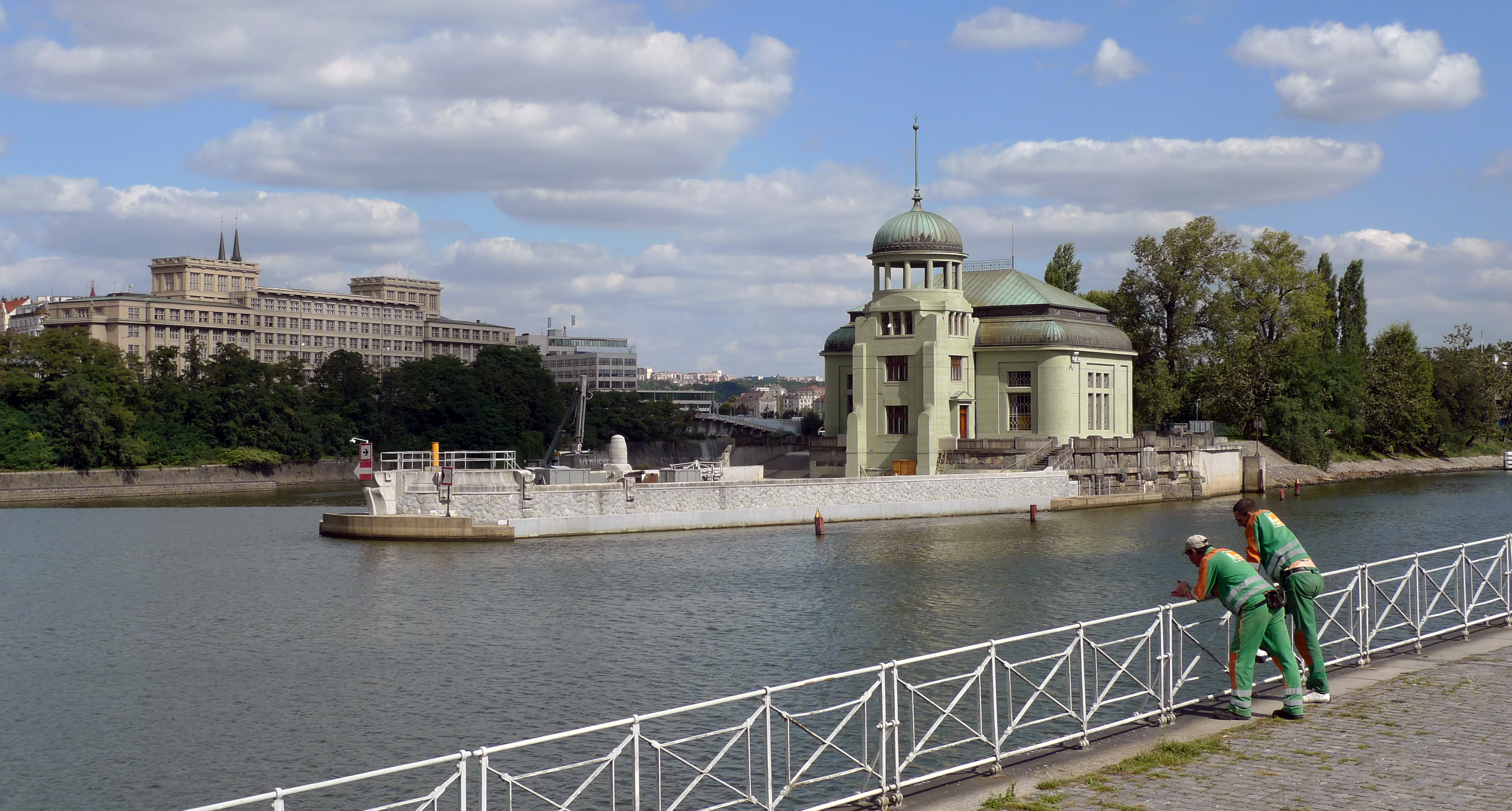
Štvanická elektrárna

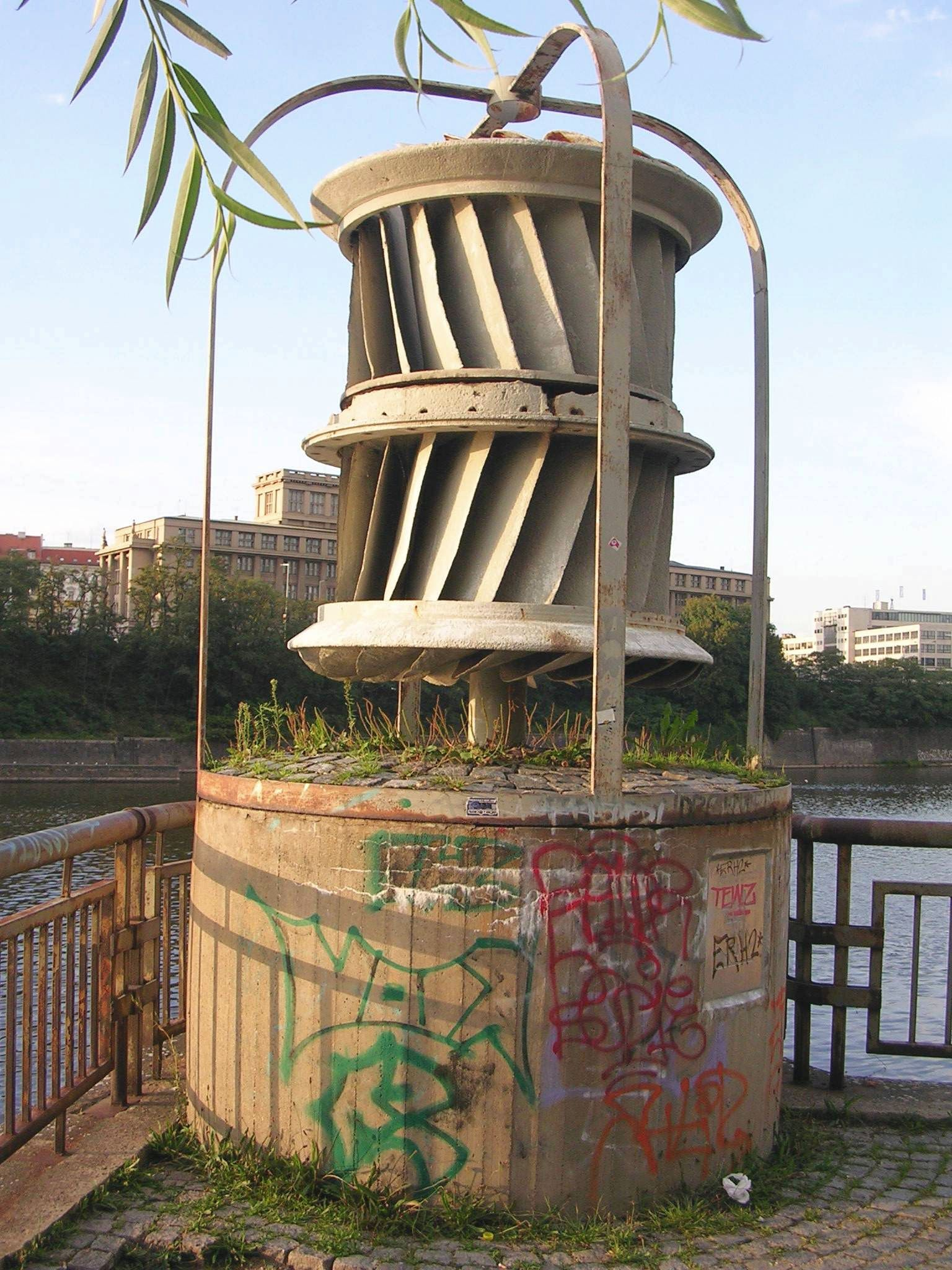
Část původní turbíny

V letech 1903–1914 byla na návodní špici ostrova Štvanice vybudována vodní elektrárna Štvanice o výkonu 1,42 MW. Elektrárna Štvanice byla po směru toku poslední průtočnou elektrárnou na Vltavě (od 70. let je však elektrárna i součástí podbabského zdymadla).
Secesní neoklasicistní budova elektrárny Štvanice (Holešovice č. p. 1340) s kupolovitou věží pochází z let 1912–1913, navrhl ji architekt Alois Dlabač a postavila firma Müller a Kapsa. Jednoduchá stavba využívá renesančních motivů francouzské zámecké architektury. Průčelí je orientované k západu, čtyřhranná pětiposchoďová věž o čtvercovém půdorysu 7,5 × 7,5 metru je vysoká 22 metrů a zakončena kruhovým posledním poschodím altánového provedení a kruhovou kupolí s 8 metrů vysokou špicí. Šlo o jednu z prvních betonových staveb v Praze, a jednu z prvních průmyslových elektráren na Vltavě. Základy budovy byly původně uloženy na dřevěných pilotách ve štěrkopísku.
Na západní straně budově dominuje čtyřhranná pětiposchoďová věž o výšce 22 m s půdorysem 7,5 × 7,5 m (obr. 2). Její poslední patro je kruhové, řešené na způsob altánu, střecha je kopulovitá se špicí výšky 8 m.

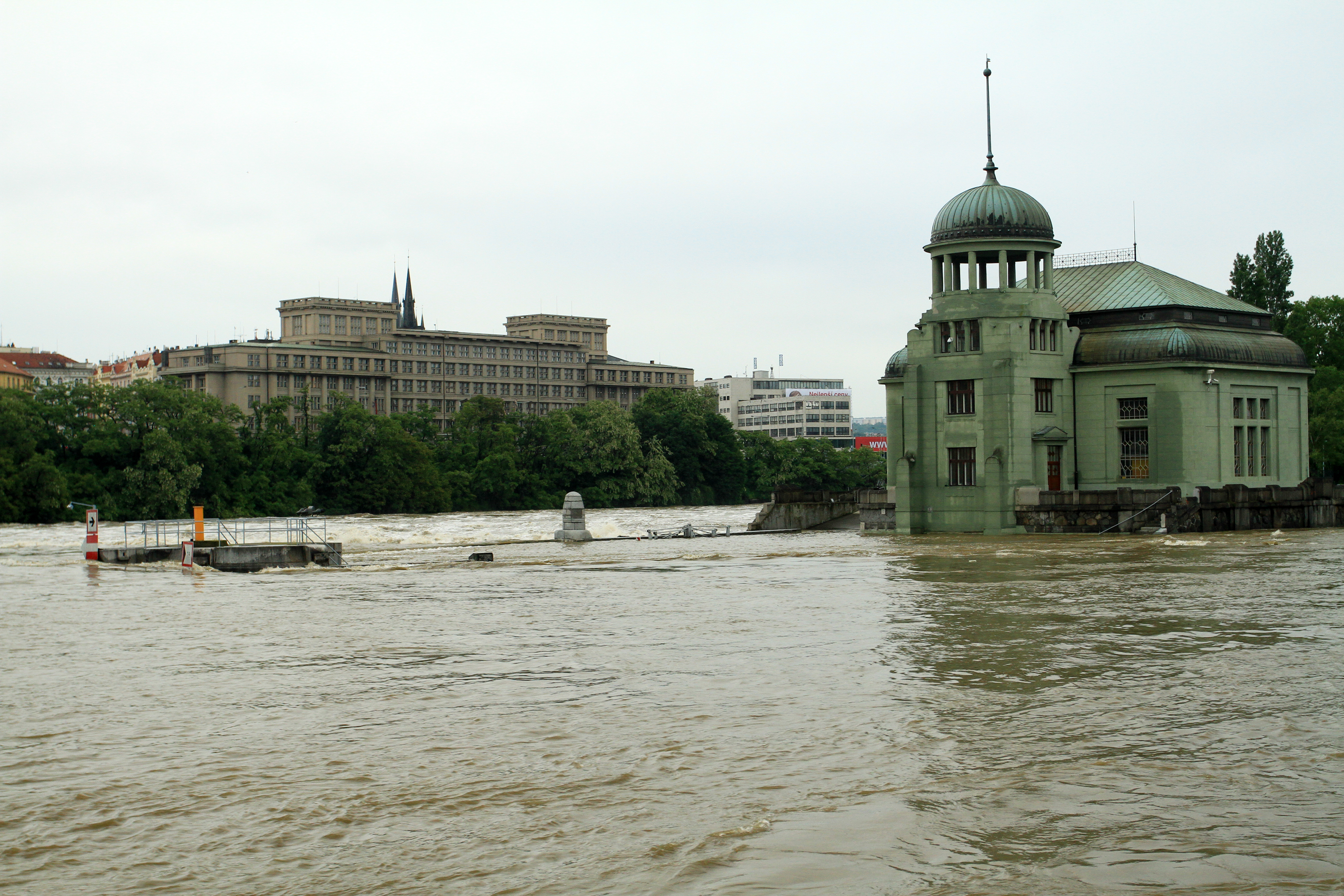
Elektrárna v době povodní v roce 2013

Původně zde byla svislá třístupňová Francisova turbína s průtokovou kapacitou 16 300 l/min (což by ovšem nedalo ani 10 kW, takže jiný zdroj raději uvádí hltnost 16 m³/s) a výkonem 645 HP při spádu 3,9 m a 105 ot/min a generátory pro 350 a 550 kVA (výkon turbín 3×474 kW, celkový výkon 1,4 MW) od firmy Elektrotechnická akciová společnost, dříve Kolben a spol., jeden stupeň původní Francisovy turbíny je vystavena na volně přístupném prostranství před elektrárnou jako umělecká instalace, kterou navrhl Ing. arch. Tomáš Šenberger. Původní unikátní převodové kolo s dřevěným ozubením vydrželo v provozu až do roku 1972.
Od 1. ledna 1973 byla elektrárna Štvanice kvůli opotřebení odstavena, vtoky byly zabetonovány. Od října 1984 do prosince 1987 byla elektrárna Štvanice rekonstruována a obnovena firmami Metrostav a ČKD Blansko. Hydroelektrárna Štvanice má 3 turbíny. Elektrárna Štvanice byla vybavena třemi Kaplanovými turbínami o výkonu 1,89 MW, celkem tedy 5,67 MW. Elektrárna je plně automatizovaná, ovládaná z centrály ve Štěchovicích. Přes těšnovskou výrobnu je proud odváděn do sítě 3 kV. Další rekonstrukcí prošla elektrárna po povodních v roce 2002.
Výkon elektrárny zhruba odpovídá příkonu veškerého pražského veřejného osvětlení.

### Elektrárna Těšnov
Současně s elektrárnou Štvanice byla na těšnovské straně ramene vybudována hydroelektrárna Těšnov. Zanikla roku 1929 v souvislosti se zasypáním Rohanského kanálu, do nějž ústil odtok.
Hydroelektrárna Těšnov měla 2 turbíny se svislým hřídelem, každá s průtokovou kapacitou 11 500 l/s a s maximálním výkonem 287 HP při spádu 2,4 m a 47 ot/min. Generátory měly při 310 ot/min výkon po 240 kVA při napětí 3 kV, 50 Hz.